# 鎌倉幕府の執権一覧
鎌倉幕府の執権一覧（かまくらばくふのしっけんいちらん）は、鎌倉幕府における執権の一覧。
執権職は北条氏が独占し、世襲した。当初から大きな勢力を持っていたが、3代将軍源実朝暗殺後はほとんど幕府の実権を掌握し、政務を執った。しかしながら将軍職は公家や皇族を京から迎える形で名目的存在としてあり、北条氏は形式的服従を貫いていた。　→鎌倉将軍一覧参照。
北条氏の嫡流は「得宗家」と称され、得宗家の当主またはその後継者が幼少の時には北条氏の庶流から執権が任じられた。鎌倉時代中期以降は、執権を退いた得宗家や内管領などの台頭により、執権職は形骸化することが多くなった。元弘の乱の最終段階（鎌倉の戦い・東勝寺合戦）において、13代基時・14代高時（得宗家）・15代貞顕・16代守時の4名の執権（及び経験者）が鎌倉幕府とともに滅ぼされることになった。また、北条貞将が守時の死を受けて、鎌倉陥落の際に17代執権に任じられたとする説がある。

## 一覧
| 代  | 氏名                         | 肖像 | 官位                | 在職                                                  | 期間        | 享年 | 出身家・備考         |
| --- | ---------------------------- | ---- | ------------------- | ----------------------------------------------------- | ----------- | ---- | -------------------- |
| 1   | ほうじょう ときまさ 北条時政 |      | 従五位下 遠江守     | 建仁3年（1203年）9月 - 元久2年（1205年）閏7月         | 1年 11か月  | 78   | 北条氏               |
| 2   | ほうじょう よしとき 北条義時 |      | 従四位下 右京権大夫 | 元久2年（1205年）閏7月 - 貞応3年（1224年）6月13日     | 18年 11か月 | 62   | 北条氏（得宗家祖）   |
| 3   | ほうじょう やすとき 北条泰時 |      | 正四位下 左京権大夫 | 貞応3年（1224年）6月28日 - 仁治3年（1242年）6月15日   | 18年        | 60   | 得宗家               |
| 4   | ほうじょう つねとき 北条経時 |      | 正五位下 武蔵守     | 仁治3年（1242年）6月16日 - 寛元4年（1246年）3月23日   | 3年 9か月   | 23   | 得宗家               |
| 5   | ほうじょう ときより 北条時頼 |      | 正五位下 相模守     | 寛元4年（1246年）3月23日 - 康元元年（1256年）11月22日 | 10年 8か月  | 37   | 得宗家               |
| 6   | ほうじょう ながとき 北条長時 |      | 従五位上 武蔵守     | 康元元年（1256年）11月22日 - 文永元年（1264年）7月3日 | 7年 7か月   | 35   | 極楽寺流（赤橋流祖） |
| 7   | ほうじょう まさむら 北条政村 |      | 正四位下 左京権大夫 | 文永元年（1264年）8月11日 - 文永5年（1268年）3月5日   | 3年 7か月   | 69   | 得宗家（政村流祖）   |
| 8   | ほうじょう ときむね 北条時宗 |      | 正五位下 相模守     | 文永5年（1268年）3月5日 - 弘安7年（1284年）4月4日     | 16年 1か月  | 34   | 得宗家               |
| 9   | ほうじょう さだとき 北条貞時 |      | 従四位上 相模守     | 弘安7年（1284年）7月7日 - 正安3年（1301年）8月22日    | 17年 1か月  | 40   | 得宗家               |
| 10  | ほうじょう もろとき 北条師時 |      | 従四位下 相模守     | 正安3年（1301年）8月22日 - 応長元年（1311年）9月21日  | 10年 1か月  | 37   | 得宗家宗政流         |
| 11  | ほうじょう むねのぶ 北条宗宣 |      | 従四位下 陸奥守     | 応長元年（1311年）10月3日 - 応長2年（1312年）5月29日  | 8か月       | 54   | 大仏流               |
| 12  | ほうじょう ひろとき 北条煕時 |      | 正五位下 相模守     | 応長2年（1312年）6月2日 - 正和4年（1315年）7月12日    | 3年 1か月   | 37   | 政村流               |
| 13  | ほうじょう もととき 北条基時 |      | 正五位下 相模守     | 正和4年（1315年）7月12日 - 正和5年（1316年）7月9日    | 1年         | 48   | 普恩寺流             |
| 14  | ほうじょう たかとき 北条高時 |      | 従四位下 修理権大夫 | 正和5年（1316年）7月10日 - 正中3年（1326年）2月13日   | 9年 7か月   | 31   | 得宗家               |
| 15  | ほうじょう さだあき 北条貞顕 |      | 従四位上 修理権大夫 | 正中3年（1326年）3月16日 - 同3月26日                  | 11日間      | 56   | 金沢流               |
| 16  | ほうじょう もりとき 北条守時 |      | 従四位上 相模守     | 嘉暦元年（1326年）4月24日 - 元弘3年（1333年）5月18日  | 7年 1か月   | 39   | 赤橋流               |
| 17? | ほうじょう さだゆき 北条貞将 |      | 従五位下 武蔵守     | 元弘3年（1333年）5月22日?                             | 1日?        | 32   | 金沢流               |